# 심플렉스 노이즈

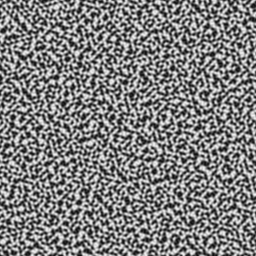
심플렉스 노이즈

심플렉스 노이즈(영어: Simplex noise)는 펄린 노이즈("고전적" 노이즈)와 유사하지만 더 높은 차원에서 등방성 결함이 적고 계산 오버헤드가 낮은 n차원 기울기 노이즈 함수의 결과이다. 켄 펄린은 2001년에 그의 고전적인 노이즈 함수의 한계, 특히 고차원에서의 한계를 해결하기 위해 이 알고리즘을 설계했다.
펄린 노이즈에 대한 심플렉스 노이즈의 장점:
- 심플렉스 노이즈는 계산 복잡성이 낮고 곱셈 횟수가 적다.
- 심플렉스 노이즈는 훨씬 적은 계산 비용으로 더 높은 차원(4D, 5D)으로 확장된다. 복잡도는 고전적 노이즈의 {\displaystyle O(n\,2^{n})} 대신 {\displaystyle n} 차원에 대해 {\displaystyle O(n^{2})}이다.[2]
- 심플렉스 노이즈는 눈에 띄는 방향성 아티팩트가 없다(등방성적으로 보이지만, 다른 차원에서 생성된 노이즈는 시각적으로 구별된다(예: 2D 노이즈는 3D 노이즈의 2D 슬라이스와 다른 모양을 가지며, 더 높은 차원에서는 점점 더 나빠 보인다[3])).
- 심플렉스 노이즈는 잘 정의되고 연속적인 기울기(거의)를 가지며, 이는 상당히 저렴하게 계산할 수 있다.
- 심플렉스 노이즈는 하드웨어로 구현하기 쉽다.

펄린 노이즈가 주변 하이퍼그리드 끝점(예: 2D에서 북동, 북서, 남동, 남서)의 기울기 사이를 보간하는 반면, 심플렉스 노이즈는 공간을 단체(즉, {\displaystyle n}차원 삼각형)로 나눈다. 이는 데이터 포인트 수를 줄인다. {\displaystyle n}차원 하이퍼큐브는 {\displaystyle 2^{n}}개의 꼭짓점을 가지지만, {\displaystyle n}차원 단체는 {\displaystyle n+1}개의 꼭짓점만 가진다. 2D에서는 삼각형이 정삼각형이지만, 더 높은 차원에서는 단체는 대략적으로만 정규적이다. 예를 들어, 함수의 3D 경우 타일링은 사각이등변사면체 허니콤의 방향이다.
심플렉스 노이즈는 일반적으로 2, 3, 4, 또는 5차원에서 노이즈를 계산하는 컴퓨터 그래픽스 애플리케이션에 유용하다. 더 높은 차원에서는 n-단체 모서리 주변의 n-구체가 충분히 조밀하게 채워지지 않아 함수의 지지대가 줄어들고 공간의 많은 부분에서 0이 된다.

## 알고리즘 세부 사항
심플렉스 노이즈는 일반적으로 2차원, 3차원 또는 4차원 함수로 구현되지만, 임의의 수의 차원에 대해 정의될 수 있다. 구현은 일반적으로 좌표 기울이기, 단체 분할, 기울기 선택, 커널 합산의 네 단계를 포함한다.

### 좌표 기울이기
입력 좌표는 다음 공식을 사용하여 변환된다.
{\displaystyle x'=x+(x+y+\cdots )\cdot F,}
{\displaystyle y'=y+(x+y+\cdots )\cdot F,}
{\displaystyle \cdots ,}
여기서
{\displaystyle F={\frac {{\sqrt {n+1}}-1}{n}}.}
이는 좌표를 A*
n 격자에 배치하는 효과를 가지며, 이는 본질적으로 점 (0, 0, ..., 0)과 (1, 1, ..., 1) 사이의 거리가 점 (0, 0, ..., 0)과 (1, 0, ..., 0) 사이의 거리와 같아질 때까지 주 대각선을 따라 압축된 초입방 벌집의 꼭짓점 배치이다.
결과 좌표 (x', y', ...)는 입력 점이 놓여있는 기울어진 단위 하이퍼큐브 셀 (xb' = floor(x'), yb' = floor(y'), ...)과 그 내부 좌표 (xi' = x' − xb', yi' = y' − yb', ...)를 결정하는 데 사용된다.

### 단체 분할
위가 결정되면, 내부 좌표 (xi', yi', ...)의 값이 내림차순으로 정렬되어 점이 놓여있는 기울어진 슐래플리 직사면체 단체를 결정한다. 그런 다음 결과 단체는 (0, 0, ..., 0)에서 (1, 1, ..., 1)로의 정렬된 모서리 이동에 해당하는 꼭짓점으로 구성되며, n!가지 가능성이 있으며, 각 가능성은 좌표의 단일 순열에 해당한다. 다시 말해, 0 좌표에서 시작하여 가장 큰 내부 좌표 값에 해당하는 값부터 시작하여 1을 연속적으로 추가하고 가장 작은 값으로 끝낸다.
예를 들어, 점 (0.4, 0.5, 0.3)은 꼭짓점 (0, 0, 0), (0, 1, 0), (1, 1, 0), (1, 1, 1)을 가진 단체 내부에 놓인다. yi' 좌표가 가장 크므로 먼저 추가된다. 그 다음 xi' 좌표가 추가되고 마지막으로 zi'가 추가된다.

### 기울기 선택
각 단체 꼭짓점은 기울어진 하이퍼큐브의 기본 좌표에 다시 추가되고 유사 난수 기울기 방향으로 해시된다. 해시는 다양한 방법으로 구현될 수 있지만, 대부분 순열 테이블 또는 비트 조작 방식을 사용한다.
방향성 아티팩트를 최소화하기 위해 포함할 기울기 세트의 선택에 주의해야 한다.

### 커널 합산
단체의 n + 1개 꼭짓점 각각의 기여는 각 꼭짓점을 중심으로 하는 방사형 대칭 커널의 합산으로 고려된다. 먼저, 각 꼭짓점의 기울어지지 않은 좌표는 역 공식을 사용하여 결정된다.
{\displaystyle x=x'-(x'+y'+\cdots )\cdot G,}
{\displaystyle y=y'-(x'+y'+\cdots )\cdot G,}
{\displaystyle \cdots ,}
여기서
{\displaystyle G={\frac {1-1/{\sqrt {n+1}}}{n}}.}
이 점은 입력 좌표에서 빼서 기울어지지 않은 변위 벡터를 얻는다. 이 기울어지지 않은 변위 벡터는 두 가지 목적으로 사용된다.
- 스칼라곱을 사용하여 외삽된 기울기 값을 계산한다.
- 점까지의 제곱 거리인 d2를 결정한다.

거기서부터 각 꼭짓점의 합산된 커널 기여는 다음 표현식을 사용하여 결정된다.
{\displaystyle {\big (}\max(0,r^{2}-d^{2}){\big )}^{4}\cdot {\big (}\langle \Delta x,\Delta y,\dots \rangle \cdot \langle \operatorname {grad} x,\operatorname {grad} y,\dots \rangle {\big )},}
여기서 r2는 일반적으로 0.5 또는 0.6으로 설정된다. 값 0.5는 불연속성이 없도록 보장하는 반면, 0.6은 불연속성이 눈에 띄지 않는 애플리케이션에서 시각적 품질을 향상시킬 수 있다. 켄 펄린의 원본 참조 구현에서는 0.6이 사용되었다.

## 법적 지위
텍스처 이미지 합성을 위한 3D 이상 구현 사용은 미국 특허 6,867,776에 의해 보호되었으며, 이 특허는 2022년 1월 8일에 만료되었다.

## 같이 보기
- 오픈심플렉스 노이즈
- 등방성